# Горај-Будиш
Горај-Будиш (алб. Goraj-Budishë) је насељено место у општини Велика Малесија у округу Скадар, Албанија. Према попису из 1989. године било је 578 становника.
Горај-Будиш су једно од насеља малисорског племена Кастрати.